# اظهار نظرهای جورج اچ. دابلیو. بوش پیرامون بروکلی

جورج اچ دبلیو بوش در سال ۱۹۸۹

جرج اچ. دابلیو. بوش در دوران تصدی خود به عنوان چهل و یکمین رئیس‌جمهور ایالات متحده، بارها به بیزاری خود از کلم بروکلی اشاره کرده‌است. وی در پاسخ به این سؤال که آیا به دلیل نظراتش راجع به بروکلی «رای کلم بروکلی» را از دست داده‌است، گفت: «من کلم بروکلی دوست ندارم. و من از بچگی دوستش نداشتم. مادرم مرا مجبور به خوردن آن کرد. و من رئیس‌جمهور ایالات متحده هستم. و دیگر کلم بروکلی نخواهم خورد!» دیدگاه‌های بوش در مورد بروکلی به دور از سلیقه آمریکایی‌ها در قبال این نوع سبزیجات تلقی می‌شد، چنان‌که همه‌پسندی کلم بروکلی روزبه‌روز بیشتر می‌شد و از آن به عنوان "سبزیجات دهه ۸۰" یاد می‌گردید.
هیلاری کلینتون و تیپر گور، همسران نامزدهای حزب دموکرات برای ریاست جمهوری و معاون رئیس‌جمهور، بیل کلینتون و ال گور، در حالی دیده شدند که تابلویی در دست داشتند بدین شرح که: «بیایید دوباره کلم بروکلی را در کاخ سفید بگذاریم». پس از خروج بوش از سمت خود، وی گاه‌وبیگاه به بیزاری خود از کلم بروکلی اشاره می‌کرد. جورج دبلیو. بوش، پسر بوش، در مدحی طی مراسم تشییع جنازه پدرش به بیزاری پدرش از کلم بروکلی اشاره کرد.

## نظرات و تحلیل
جورج اچ دبلیو بوش از سال ۱۹۸۹ تا ۱۹۹۳ به عنوان چهل و یکمین رئیس‌جمهور ایالات متحده خدمت کرد. وی در دوران ریاست جمهوری خود، بارها به بیزاریش از کلم بروکلی اشاره می‌کرد. نخستین بار در مارس ۱۹۹۰ بود که بوش به شوخی گفت که کارکنان دفتر مدیریت پرسنل دستمزد خود را «در کلم بروکلی» دریافت می‌کنند. بلافاصله پس از آن، یواس نیوز اند ورلد ریپورت روایتی را منتشر کرد که در آن بوش کلم بروکلی را در ایر فورس وان ممنوع کرده‌است. در ۲۲ مارس، وقتی از بوش پرسیدند که آیا «رای بروکلی» را از دست داده‌است، بوش گفت:
من کلم بروکلی دوست ندارم. و من از بچگی دوستش نداشتم. و مادرم مرا مجبور به خوردن آن کرد. و من رئیس‌جمهور ایالات متحده هستم. و دیگر کلم بروکلی نخواهم خورد! . . . بابت رأی کلم بروکلی، باربارا [همسر بوش] کلم بروکلی را دوست دارد. او سعی کرده مرا مجبور کند آن را بخورم. خودش مدام می‌خورد؛ بنابراین، او می‌تواند برود بیرون و با کاروان کلم بروکلی که از واشینگتن می‌آید دیدار کند.
در پاسخ، پرورش دهندگان کلم بروکلی در کالیفرنیا، که بیش از ۹۰ درصد کلم بروکلی آمریکا را تولید می‌کردند، متعهد شدند که چندین کامیون از این سبزی را به کاخ سفید ارسال کنند. جورج دانلوپ، رئیس انجمن اتحادیه میوه و سبزیجات تازه، به بانوی اول آمریکا باربارا بوش یک دسته گل بروکلی و ۱۰ تن دیگر از این سبزیجات سوار بر کامیون‌ها را پیشکش کرد. چند روز بعد، بوش یک شام دولتی را به افتخار تادئوش مازویتسکی، نخست‌وزیر لهستان میزبانی کرد. روزنامه‌نگاران خاطرنشان کردند که هیچ کلم بروکلی در منو وجود ندارد زیرا تن‌های کلم بروکلی که به بانوی اول تقدیم گردیده‌بود به بانک غذای منطقه پایتخت اهدا شده. بوش اعتراض لهستان علیه اقتدارگرایی را با «شورش علیه کلم بروکلی» قیاس کرد. پس از اظهارات بوش، کلم بروکلی با افزایش ۱۰ درصدی محبوبیت مواجه شد. یکی از مدیران فروش یک سوپرمارکت به لس آنجلس تایمز گفت: «کلم بروکلی هرگز از آنچنان تبلیغاتی برخوردار نبوده‌است».
سخنرانی بوش در مورد کلم بروکلی از نظر اکثر آمریکایی‌ها غریب تلقی می‌شد. چنان‌که این سبزی در ایالات متحده محبوب گردیده بود و توسط گری لوسیر از وزارت کشاورزی به عنوان "سبزیجات دهه ۸۰" نامگذاری شد. مصرف کلم بروکلی در آن دهه دو برابر شد و از میانگین سالانه ۳ پوند (۱٫۴ کیلوگرم) برای هر نفر در سال ۱۹۸۰ به ۶٫۸ پوند (۳٫۱ کیلوگرم) به ازای هر فرد در سال ۱۹۸۸ افزایش یافت. به دلیل اظهارات بوش، از بروکلی عموماً به عنوان «سبزیجاتی سیاسی» یاد می‌شد.
وقتی از باربارا بوش در مورد تأثیر اظهارات بوش بر کودکان سؤال شد، پاسخ داد: «او [بوش] تا ۶۰ سالگی کلم بروکلی می‌خورد. به آنها [بچه‌ها] بگویید تا ۶۰ سالگی بخورند.» نظرات ضد بروکلی بوش بعداً زیر سؤال قرار گرفت، و گفتمانی را در سراسر کشور پیرامون عادات غذایی بوش، به ویژه علاقه او به غذاهای ناسالم مانند گوشت گاو، به راه انداخت. مایکل اف جیکوبسون، مدیر اجرایی مرکز علوم برتی منافع عمومی، از اظهارات بوش به عنوان «شوخی احمقانه‌ای که کوشش جدی برای ترویج تغذیه سالم را تضعیف می‌کند» یاد کرد. شرکت سوپ کمپبل و مجله روز زن دستورالعمل مسابقه‌ای با عنوان: «چگونه رئیس‌جمهور بوش را به خوردن کلم بروکلی وادار کنیم» ترتیب دادند. برنده ۷۵۰۰ دلار (برابر با $۱۴٬۲۵۱ در سال ۲۰۲۰) دریافت می‌کرد.
اریک اوسترمایر، محقق دانشکده روابط عمومی هامفری، هفتاد مورد از نفرت‌پراکنی‌های بوش علیه این سبزی را ثبت کرد. در می ۱۹۹۱، بیماری تیروئید بوش گریوز تشخیص داده‌شد. این امر باعث شد بسیاری از آمریکایی‌ها نامه‌هایی به بوش بنویسند و اصرار کنند که به دلیل فواید کلم بروکلی برای سلامتی، آن را مصرف کند. اظهارات بوش در مورد کلم بروکلی، در کنار حادثه ای طی آن به روی کیچی میازاوا، نخست‌وزیر ژاپن استفراغ کرد، به عنوان نمونه‌هایی از پتانسیل بوش برای دادن گاف‌های سیاسی تلقی می‌شود.

## عواقب
| جورج بوش        | توییتر |
| @جورج‌اچ‌واکر بوش |        |

             به افتخار علاقه کوپر جوان به تغذیه سالم. ابراز علاقه او به کلم بروکلی حتی اگر اقناع‌کننده هم نباشد واقعیست.
تصویر نامه کوپر

        جون ۲۰۱۶

هیلاری کلینتون و تیپر گور، همسران بیل کلینتون و ال گور، نامزدهای دموکرات برای ریاست جمهوری و معاون رئیس‌جمهور، در حالی دیده شدند که تابلویی در دست داشتند که روی آن نوشته شدهبود: «بیایید دوباره کلم بروکلی را در کاخ سفید بگذاریم». در سال ۲۰۰۱، پسر بوش و چهل و سومین رئیس‌جمهور ایالات متحده، جورج دبلیو بوش، پس از آنکه در سفری دولتی به مکزیک به کلم بروکلی علامت شست نشان داد، مورد توجه رسانه‌ها قرار گرفت. ویسنته فاکس، رئیس‌جمهور مکزیک، یک پرورش‌دهنده کلم بروکلی بوده.
در یک رویداد برای مبارزه با چاقی کودکان در سال ۲۰۱۳، باراک اوباما، چهل و چهارمین رئیس‌جمهور ایالات متحده، اعلام کرد که غذای مورد علاقه او کلم بروکلی است. این دیدگاه با اظهارات بوش در تضاد بود. با این حال، بسیاری صحت اظهارات او را زیر سؤال بردند. کمدی سنترال در توییتر خود نوشت: «اوباما به کودک روزنامه‌نگار می‌گوید غذای مورد علاقه‌اش کلم بروکلی است. و تفریح مورد علاقه او دروغ گفتن به کودکان است». او همچنین در طول مبارزات انتخاباتی در حال خوردن غذاهای ناسالم، همبرگر و هات‌داگ دیده‌شده.
پس از ترک دفتر، بوش گهگاه به بیزاری خود از کلم بروکلی اشاره می‌کرد. جورج دبلیو بوش در مراسم تشییع جنازه پدرش در سال ۲۰۱۸ به بیزاری او از کلم بروکلی اشاره کرد.